# Groote Plaat
Groote Plaat is een Friese zandplaat. De zandplaat ligt in de Waddenzee onder Terschelling ten zuiden/zuidoosten van West-Terschelling. Tussen Terschelling en Groote Plaat ligt het Schuitengat, maar die waterweg verzandt langzaam. De Groote Plaat worden als ze boven de zeespiegel uitkomt bewoond door grijze zeehonden.  Gezien de grootte is Groote Plaat geen eiland te noemen.
Groote Plaat wordt omgeven door Schuitengat in het noorden, de Slenk en de zandplaat Jacobsruggen in het westen, het Meepcomplex in het zuiden. In het noordoosten wordt het door de Botslenk en Oosterom gescheiden van een andere zandplaat Doodemanshoek. De zandplaat loopt naar het oosten toe uit in Riepel, een steeds smaller wordende zandstrook die aansluit op het Terschellingerwad. 